# 福建武備学堂
福建武備學堂是由時任閩浙總督許應騤所創辦的一所預備軍校，於光緒二十八年(1902)成立於福州府(今鼓樓區政府址)。

## 歷史
福建陸軍武備學堂以常備軍左鎮總兵官孫道仁為總辦，日本陸軍少佐橋本齊次郎任總教習，炮兵大尉吉村任副總教習。每期所招收的學員名額為正科、速成各60名；前者學習完整的普遍軍事學，後者則學習簡略軍事學。
學堂至1906年停辦，改制為福建陸軍小學堂。

## 其他內容
清朝武備學堂列表